# Tapa (stof)
Tapa (ook wel tapa kakau) is een kledingstof vervaardigd uit boombast.
De stof wordt meestal vervaardigd uit de bast van de Ficus prolixa, Ficus tinctoria of de Artocarpus altilis (broodvruchtboom of 'ulu'). Kleding gemaakt uit deze stof werd vroeger veel gebruikt in Polynesië en de eilanden in de Stille Zuidzee.
Dagelijkse kleding zoals de Tahitaanse pareo werden vroeger van tapa gemaakt. Nu wordt, althans in Tahiti, tapa vrijwel niet meer gebruikt met uitzondering van de traditionele danskostuums. Het is vrijwel verdrongen door westerse materialen zoals katoen.

## Andere materialen
Tapa was niet het enige plantaardig materiaal waaruit in Oceanië en Polynesië kleding werd gemaakt. Ti-bladeren, bananenbladeren, lauhala bladeren, cocosnootvezels, bast van de wilde hibuscus, bast van de broodboom (ulu) werden ook gebruikt.

## Woord
Het woord tapa komt van Tahiti, maar in andere landen in de Stille Zuidzee is het bekend onder andere namen zoals ngatu in Tonga, siapo in Samoa, kapa in Hawaï, uha in Rotuma en masi op de Fiji eilanden. Een deel van deze woorden verwijzen mogelijk naar andere bomen waaruit tapa gemaakt kan worden zoals Ficus tinctoria en Broussonetia papyrifera. Sommige zijn verwant (vergelijk bijvoorbeeld tapa met kapa) en hebben dezelfde taalkundige stamvorm die door consonantwijzigingen die op de verschillende eilanden is opgetreden door migratie is veranderd.

## Fotogalerij productie tapa

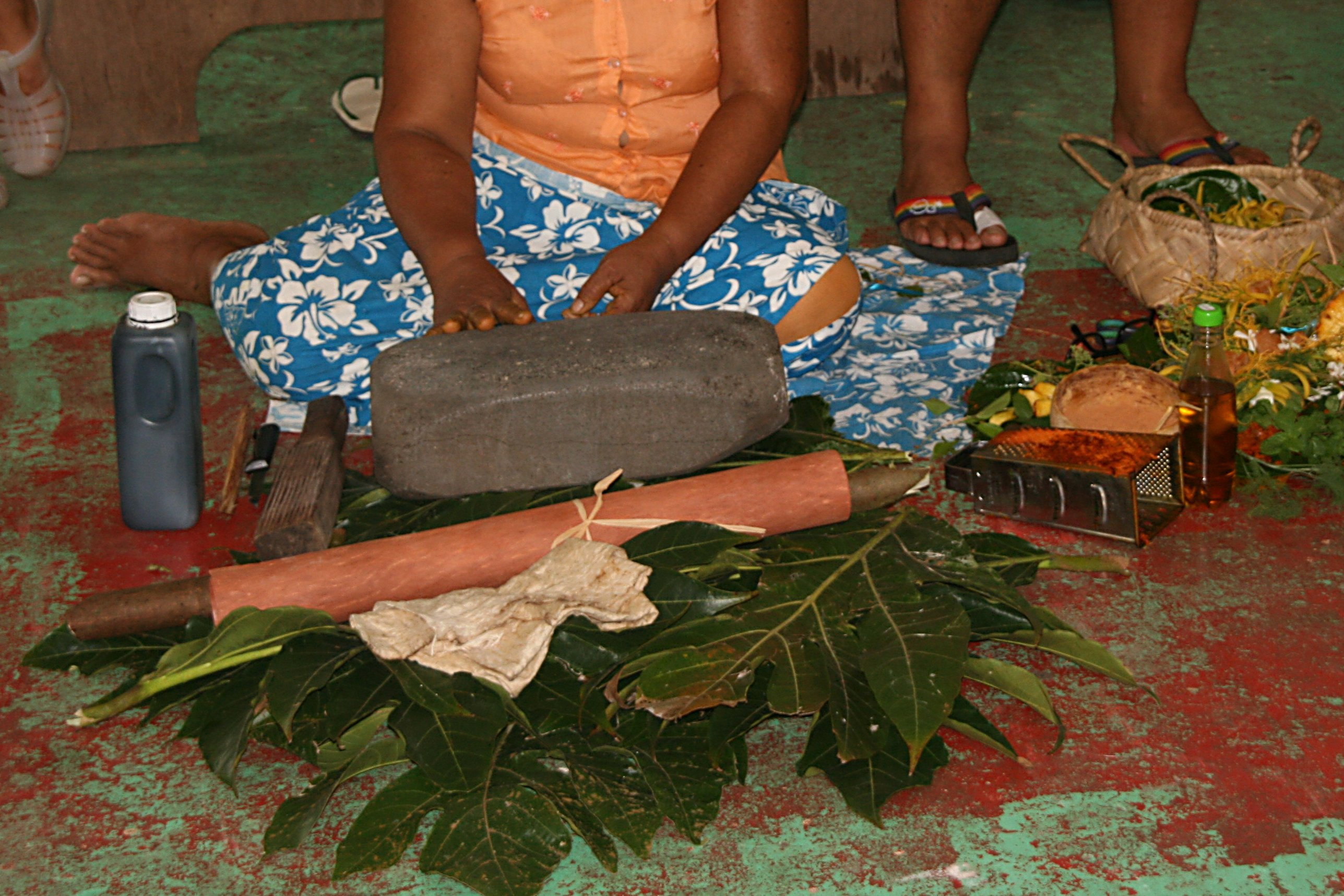
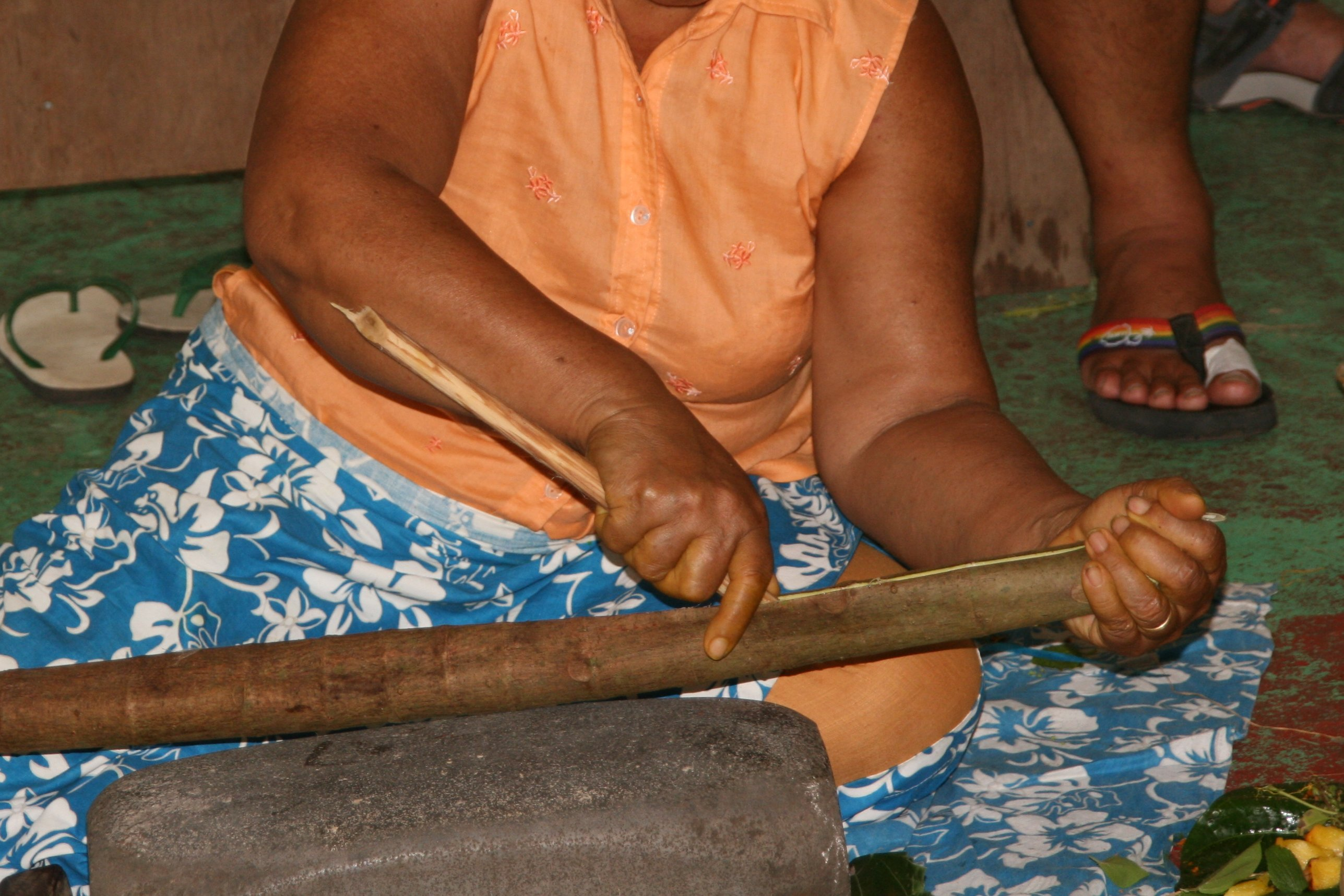
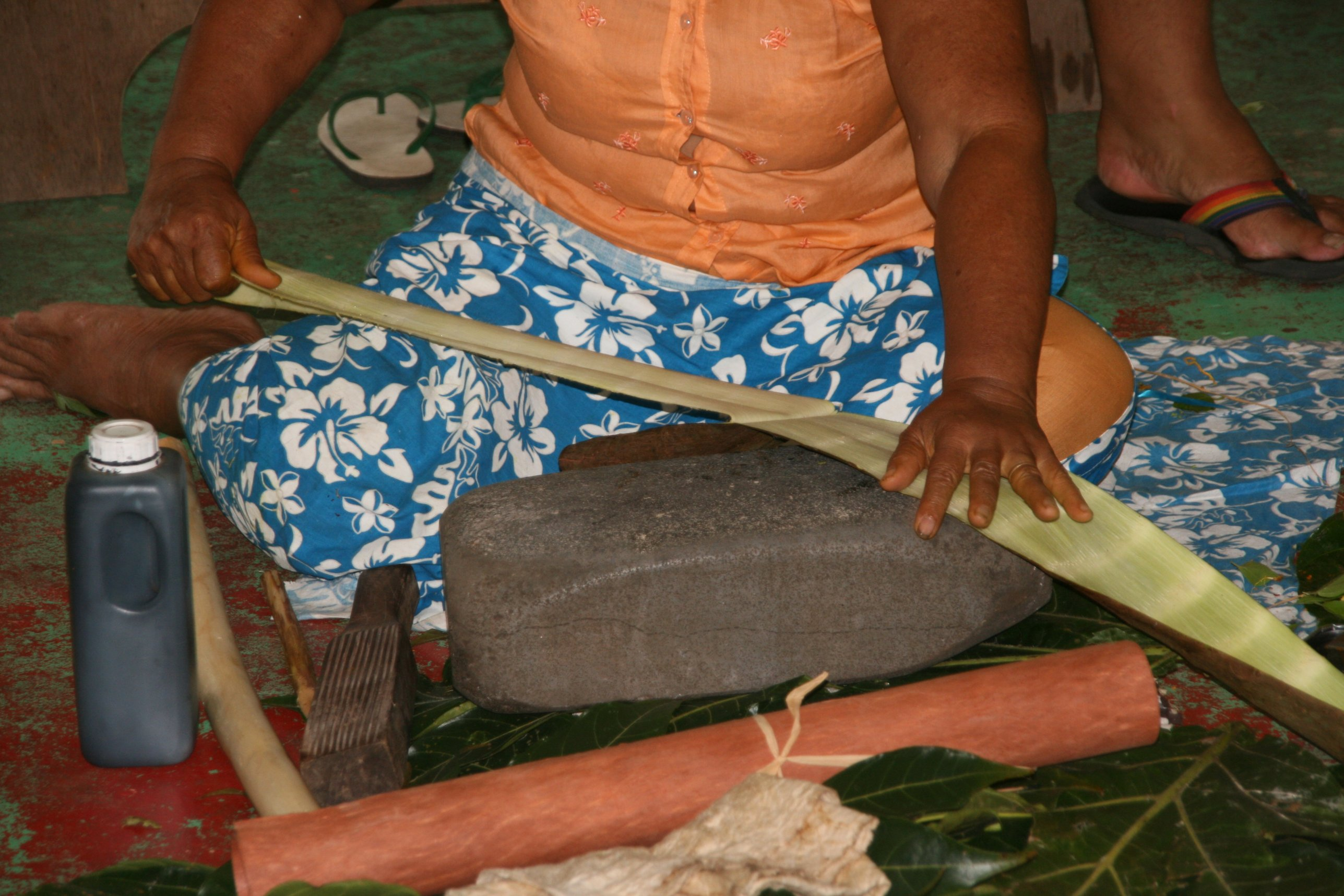
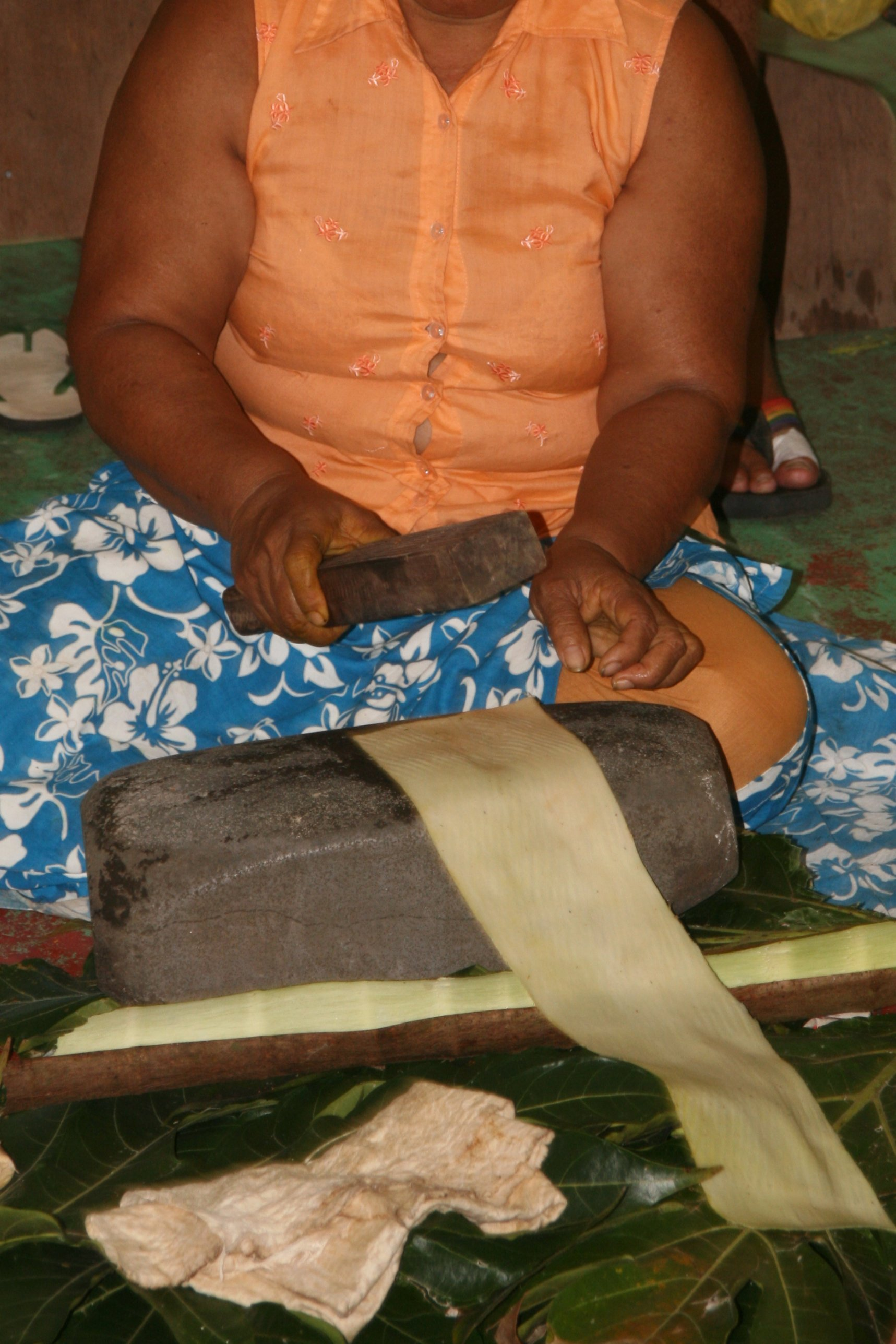